# Pedro Ruiz Gallo (Amazonas)
Pedro Ruiz Gallo es una localidad peruana ubicada en la región Amazonas, provincia de Bongará, distrito de Jazán. Es asimismo capital del distrito de Jazán. Se encuentra a una altitud de 1313 m s. n. m. Tiene una población de 2752 habitantes en 1993.

## Clima
| Parámetros climáticos promedio de Pedro Ruiz Gallo | Parámetros climáticos promedio de Pedro Ruiz Gallo | Parámetros climáticos promedio de Pedro Ruiz Gallo | Parámetros climáticos promedio de Pedro Ruiz Gallo | Parámetros climáticos promedio de Pedro Ruiz Gallo | Parámetros climáticos promedio de Pedro Ruiz Gallo | Parámetros climáticos promedio de Pedro Ruiz Gallo | Parámetros climáticos promedio de Pedro Ruiz Gallo | Parámetros climáticos promedio de Pedro Ruiz Gallo | Parámetros climáticos promedio de Pedro Ruiz Gallo | Parámetros climáticos promedio de Pedro Ruiz Gallo | Parámetros climáticos promedio de Pedro Ruiz Gallo | Parámetros climáticos promedio de Pedro Ruiz Gallo | Parámetros climáticos promedio de Pedro Ruiz Gallo |
| Mes                                                | Ene.                                               | Feb.                                               | Mar.                                               | Abr.                                               | May.                                               | Jun.                                               | Jul.                                               | Ago.                                               | Sep.                                               | Oct.                                               | Nov.                                               | Dic.                                               | Anual                                              |
| -------------------------------------------------- | -------------------------------------------------- | -------------------------------------------------- | -------------------------------------------------- | -------------------------------------------------- | -------------------------------------------------- | -------------------------------------------------- | -------------------------------------------------- | -------------------------------------------------- | -------------------------------------------------- | -------------------------------------------------- | -------------------------------------------------- | -------------------------------------------------- | -------------------------------------------------- |
| Temp. máx. media (°C)                              | 26.2                                               | 26                                                 | 25.8                                               | 26.3                                               | 26.5                                               | 26                                                 | 25.6                                               | 25.9                                               | 26.2                                               | 26.6                                               | 27.2                                               | 27.7                                               | 26.3                                               |
| Temp. media (°C)                                   | 21.1                                               | 21.1                                               | 21                                                 | 21.2                                               | 21.2                                               | 20.7                                               | 20.5                                               | 20.2                                               | 21.1                                               | 21.5                                               | 21.9                                               | 22                                                 | 21.1                                               |
| Temp. mín. media (°C)                              | 16                                                 | 16.3                                               | 16.3                                               | 16.2                                               | 15.9                                               | 15.5                                               | 15.4                                               | 14.6                                               | 16                                                 | 16.4                                               | 16.6                                               | 16.3                                               | 16                                                 |
| Fuente: climate-data.org                           |                                                    |                                                    |                                                    |                                                    |                                                    |                                                    |                                                    |                                                    |                                                    |                                                    |                                                    |                                                    |                                                    |